# Vladímir Beliakov
Vladímir Beliakov (o Belyakov; Dmítrov, Rusia, 2 de enero de 1918-Moscú, 21 de mayo de 1996) fue un gimnasta artístico soviético, campeón olímpico en Helsinki 1952 en el concurso por equipos.

## Carrera deportiva
En las Olimpiadas de Helsinki 1952 consigue medalla de oro en el concurso por equipos —por delante de Suiza y Finlandia— siendo sus compañeros de equipo: Iosif Berdiev, Viktor Chukarin, Yevgeny Korolkov, Dmytro Leonkin, Valentin Muratov, Mikhail Perelman y Hrant Shahinyan.